# Jesper Sankell

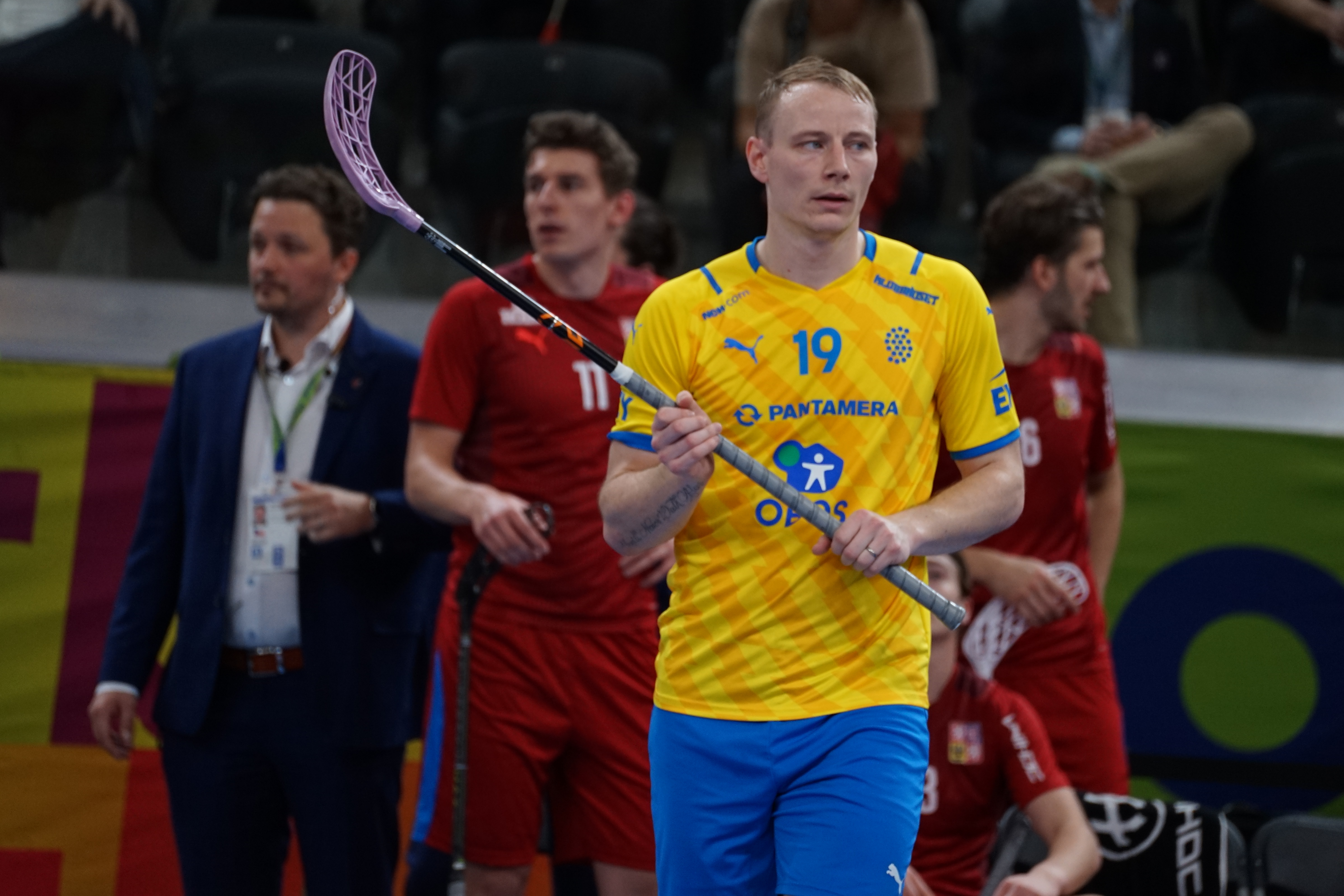
Jesper Sankell, VM 2022

Jesper Sankell, född 1993, är en svensk innebandyspelare som spelar för Växjö IBK och Sveriges herrlandslag i innebandy. Sankell vann poängligan i Svenska Superligan säsongen 2023/2024. Han har tidigare spelat med Mullsjö AIS som är hans moderklubb samt med Jönköpings IK.